# ساندارا پارک
ساندارا پارک (به کره‌ای: 박산다라) (زاده ۱۲ نوامبر ۱۹۸۴) که به طور حرفه‌ای با نام مستعار دارا (به کره‌ای: 다라) شناخته می‌شود خواننده، بازیگر، مجری تلویزیون اهل کره جنوبی است. او عضو گروه توانی‌وان است.